# Falabella (paard)

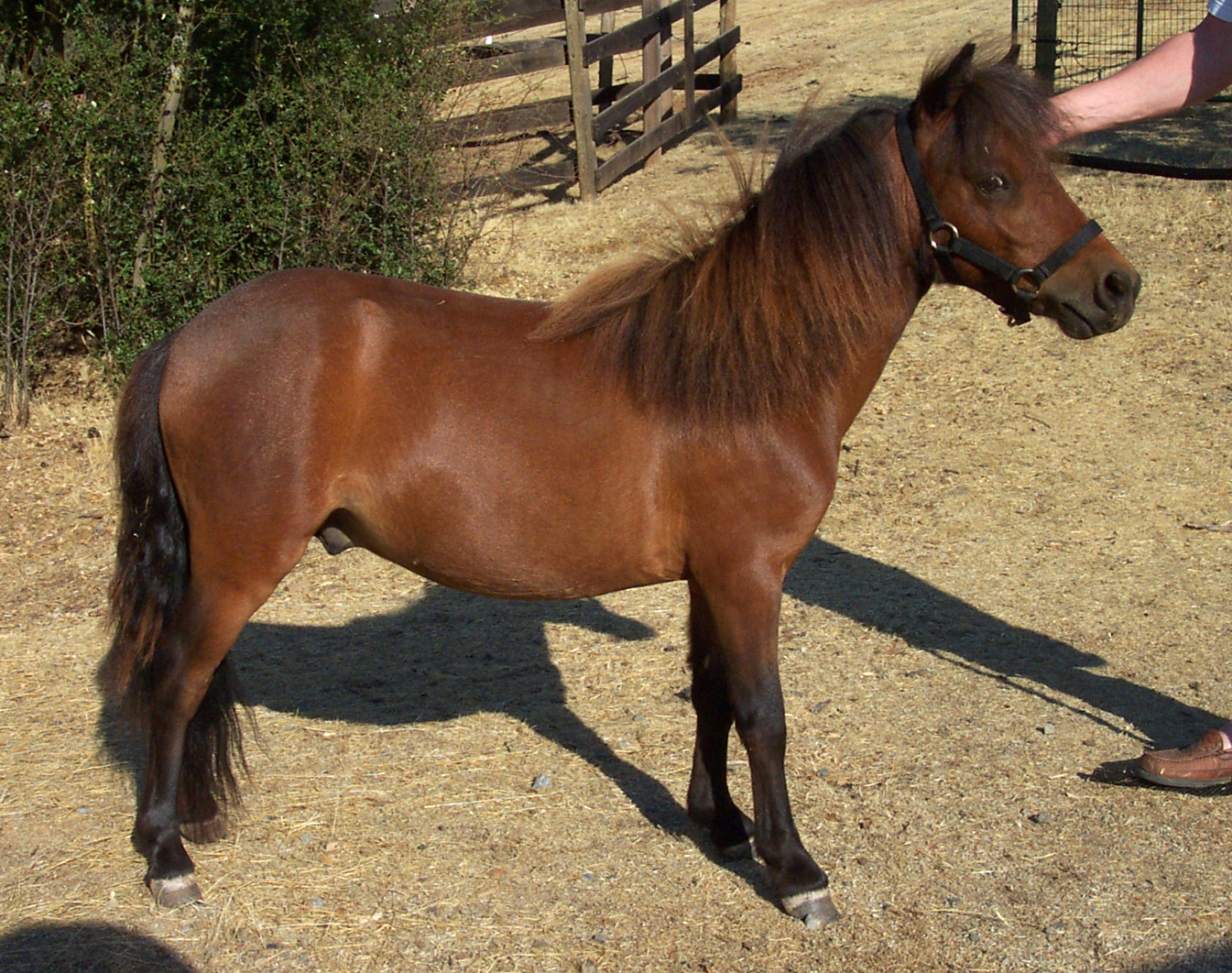
Falabella, bruin, 18 maand oud

De falabella is een klein paard afkomstig uit Argentinië.

## Kenmerken
Falabella's zijn voor paarden uiterst klein: de stokmaat is kleiner dan 108 cm. Het paardje lijkt wat betreft zijn proporties en zijn overige lichaamsbouw veel meer op een paard dan op een pony. Vele vachtkleuren komen voor: bruin, zwart en, in mindere mate, gespikkeld en palomino. Het karakter wordt omschreven als: zeer intelligent en leergierig, aanhankelijk en oplettend. De levensduur van de falabella bedraagt bij benadering tussen de 25 en 35 jaar.
De falabella is geen robuuste pony die men zonder meer in de zomer en in de winter in de weide kan laten. Het dier is door zijn kleine lichaamsvolume enigszins gevoelig voor kou.

## Oorsprong
Het ras is genoemd naar de familie Falabella, die in het midden van de 19e eeuw met dit soort kleine paardjes begon te fokken. Een welgestelde paardenfokker, die ook kampioensrenpaarden fokte, zag enkele opvallend kleine paarden in een halfwilde kudde nabij Buenos Aires. Hij besloot met deze paarden te gaan fokken met het doel te komen tot een heel klein huisdierras. Hij probeerde door kruisingen het paardje steeds kleiner te maken en toch het warmbloedtype van het ras te behouden. De kennis hierover werd van vader op zoon binnen de familie doorgegeven. Uiteindelijk lukte het een stabiel ras te ontwikkelen, dat met voorspelbaar resultaat verder gefokt kon worden. Bijzonder trots zijn de fokkers op de betrouwbare vererving van de speciale kleuren als gespikkeld en palomino. Tot de voorouders behoren het Argentijnse ras de criollo en nog enkele andere rassen uit Europa.

## Bekendheid
Falabella's kwamen in de jaren zestig voor het eerst naar Noord-Amerika. Twaalf hengsten werden aangekocht door een wijnhandel die ze als vierspan en als zesspan voor een kleine postkoets spande om op die manier reclame te maken voor zijn bedrijf. Tegenwoordig wordt de falabella op vrijwel alle continenten ter wereld gefokt. Om vast te stellen of het een raszuivere falabella betreft, is een DNA-onderzoek gebruikelijk.

## Gebruik
De falabella wordt het meest gehouden als gezelschapsdier en getoond op paardenshows, waar het met zijn miniatuurafmetingen een blikvanger is. Het paardje kan zich goed bewegen en ook springen over lage hindernissen. Dit gebeurt meestal terwijl het dier aan de hand geleid wordt. Een falabella wordt niet bereden; daar is dit paardje ook niet geschikt voor.

## Overige
- De falabella is niet het enige miniatuurpaard ter wereld, er bestaan ook de rassen mini-shetlander, Amerikaans minipaard en mini-appaloosa.